# LNWR-Klasse 18in Goods
Die LNWR-Klasse 18in Goods, auch bekannt als Express Goods 5 ft 0in, war eine Baureihe von Schlepptender-Dampflokomotiven, die zwischen 1880 und 1902 in den Crewe Works der London and North Western Railway (LNWR) gefertigt wurde. Der Konstrukteur Francis Webb entwickelte diese Lokomotive für den Einsatz vor Eilgüterzügen. 
Die Bezeichnung 18in verweist auf den Zylinderdurchmesser von 18 Zoll, während 5 ft 0in den Durchmesser der Kuppelradscheiben ohne Radreifen beschreibt. 
Inoffiziell wurden die Lokomotiven auch Cauliflowers ‚Blumenkohle‘ oder Crested Goods ‚Wappen-Güterzugloks‘ bezeichnet. Diese Spitznamen verdankten dem auffälligen LNWR-Emblem auf dem mittleren Radschutzkasten, das in der Originallackierung prominent zur Geltung kam und aus der Ferne an einen Blumenkohl erinnerte.

## Geschichte

### Bau
Die 18in Goods-Klasse, eingeführt im Jahr 1880, basierte auf der 17in Coal-Klasse, unterschied sich jedoch durch größere Zylinder und Kuppelradsätze mit größerem Durchmesser. Wie viele andere Standardbaureihen der London and North Western Railway (LNWR) war auch diese Lokomotive einfach konstruiert und wurde in großer Stückzahl gefertigt. Die Produktion erfolgte mit Unterbrechungen bis 1902; insgesamt wurden 310 Exemplare gebaut.
Wie bei vielen britischen Eisenbahngesellschaften jener Zeit war es üblich, neuen Lokomotiven die Betriebsnummern ausgemusterter Lokomotiven zuzuweisen, sofern sich der Gesamtbestand an Lokomotiven nicht erhöhte. Dies führte zu einer uneinheitlichen Nummerierung ohne fortlaufende Nummernblöcke, die keine Rückschlüsse auf das Alter oder die Ablieferungsreihenfolge der Lokomotiven zulässt.

### Betrieb bei LNWR und LMS
Die leistungsstarken Maschinen waren ursprünglich für den Eilgüterverkehr vorgesehen, kamen jedoch auch regelmäßig im Personenzugdienst zum Einsatz. Insbesondere auf der West Coast Main Line (WCML) ersetzten sie häufig die störanfälligen Verbundlokomotiven und wurden auch vor beschleunigten Reisezügen und Schnellzügen eingesetzt.
Im Zuge der Eingliederung der LNWR in die London, Midland and Scottish Railway (LMS) im Jahr 1923 wurden 308 Lokomotiven 18in Goods-Klasse übernommen. Ab 1924 erhielten sie die neuen Betriebsnummern 8315 bis 8624. In den 1930er-Jahren begann die LMS mit der Ausmusterung eines Großteils der Lokomotiven.

### Betrieb bei der BR und Ausmusterung
Nach der Verstaatlichung der britischen Eisenbahnen 1948 wurden noch 69 Lokomotiven der Baureihe in den Bestand von British Railways (BR) übernommen. In den Jahren nach dem Zweiten Weltkrieg waren die verbliebenen Maschinen vor allem in den Depots in Stoke, Nuneation, Carlisle, Penrith und Widnes stationiert. Die in Penrith beheimateten Lokomotiven wurden auf dem Keswick Branch eingesetzt, wo sie auf Talfahrten regelmäßig Geschwindigkeiten von bis zu 120 km/h (76 mph) erreichten.
Die erste Lokomotive der Baureihe, die bei der LNWR die Nummer 2365 trug,  wurde 1951 unter der BR-Nummer 58363 ausgemustert. Mit einer Dienstzeit von 71 Jahren übertraf sie die deutlich kürzere Lebensdauer der neueren Verbundlokomotiven von Francis Webb, die im Durchschnitt nur etwa 15 Jahre im Einsatz standen, bei weitem. Die letzte Lokomotive der Baureihe, BR Nr. 58427, wurde im Dezember 1955 ausgemustert. Sie war 1901 als LNWR Nr. 2227 in Dienst gestellt worden.
Ursprünglich war geplant, Lokomotive Nr. 58427 als historisches Exemplar zu erhalten. Sie wurde zunächst im Depot Trafford Park abgestellt und später zum Abbruch nach Crewe überführt. Dort erhielt sie eine Gnadenfrist, während der man erwog, sie in den ursprünglichen LNWR-Farben neu zu lackieren. Die Lokomotive wurde jedoch lediglich in abgelegene Bereiche des Werks verschoben, ohne dass die Restaurierung tatsächlich begonnen wurde. Nachdem sich kein Interessent für die Erhaltung gefunden hatte, wurde sie schließlich 1957 verschrottet. Damit blieb keine Lokomotive der 18in Goods-Klasse für die Nachwelt erhalten.

## Technik
Die dreifach gekuppelten Lokomotiven verfügten über einen Kessel mit einem Betriebsdruck von 10,3 bar (150 psi) betrieben wurde. Einige Exemplare erhielten bei der LMS anstelle der ursprünglichen Stehkessel mit runder Decke Belpaire-Stehkessel. Die beiden innenliegenden Zylinder hatten einen Durchmesser von 457 mm (18 in) und einen Kolbenhub von 610 mm (24 in). Im Zuge von Umbauten bei der LMS wurden bei einigen Lokomotiven Zylindereinsätze eingebaut, wodurch der Durchmesser auf 432 mm (17 in) bzw. 444 mm (17½ in) reduziert wurde.
Die Kuppelradsätze hatten einen Durchmesser von 1588 mm (5 ft 2½ in). Die Baureihenbezeichnung 5 ft 0in bezog sich auf den Durchmesser der Radscheiben ohne Radreifen. Ein charakteristisches Merkmal der Baureihe waren die Höcker im Laufblech, die notwendig waren, um Platz für die Kuppelstangenbolzen zu schaffen. Die Lokomotiven waren mit einer Joy-Steuerung ausgestattet.
Die ersten zehn Lokomotiven besaßen H-Speichenräder, was ihnen den Spitznamen Duckfoots ‚Entenfüße‘ einbrachte. Die späteren Exemplare erhielten elegantere vollständige Speichenräder. Die ursprünglich verwendeten hölzernen Bremsklötze wurden später durch solche aus Gusseisen ersetzt. Die Pufferbohlen bestanden aus Holz, und die Sandstreueinrichtung versorgte ausschließlich die vorderste Achse über einen Sandkasten vor dem vordersten Radschutzkasten mit Sand.

## Weiterentwicklung

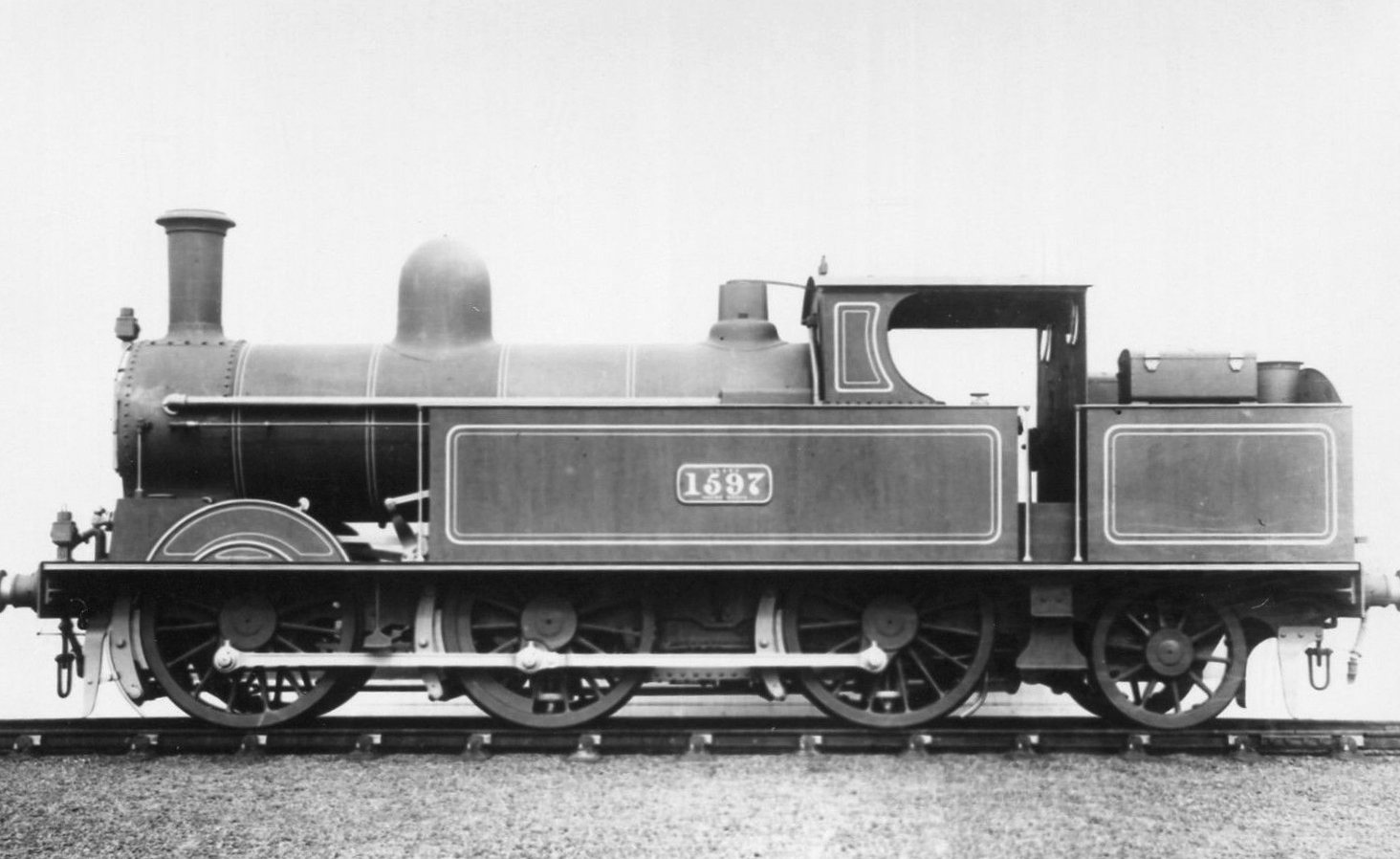
18in Tank Nr. 1597
(Fabrik-Nr. 3878, Baujahr 1898)

Neben der Schlepptender-Version wurde auch eine Tenderlokomotiv-Variante mit der Achsfolge C1’ entwickelt, die von der LNWR als 18in Tank bezeichnet wurde. Zwischen 1898 und 1902 entstanden 80 Lokomotiven dieser Baureihe, die für den Einsatz im Vorortverkehr konzipiert waren.
Mit Ausnahme von drei Maschinen wurden alle Lokomotiven 1923 von der London, Midland and Scottish Railway (LMS) übernommen. Sie wurden der Klasse 2P zugeteilt und erhielten die Betriebsnummern 6860 bis 6936.
Nach der Verstaatlichung der britischen Eisenbahnen im Jahr 1948 gingen noch 12 Lokomotiven in den Bestand von British Railways (BR) über. Die letzte Lokomotive dieser Baureihe blieb bis 1953 im Dienst. Keine Lokomotive ist erhalten geblieben.